# ゲゲゲの家計簿
『ゲゲゲの家計簿』（ゲゲゲのかけいぼ）は、水木しげるによる日本の漫画。『ビッグコミック』（小学館）にて、2011年10号から2012年21号まで連載された。単行本は全2巻（上下巻）が小学館から刊行されている。また、「特別編」が『ビッグコミック』2013年1号（2012年12月25日発売）に「創刊45周年特別読切シリーズ」第1弾として掲載された。

## 概要
水木しげるが神戸で紙芝居を描いていた昭和26年（1951年）から、水木プロダクションを設立する昭和41年（1966年）にかけてつけていた家計簿を元にした作品。連載開始時には『ゲゲゲの女房』との関連や、89歳での新連載ということでネットニュース等でも報じられた。なお、家計簿は水木プロダクションの机の整理中に発見され、妻の布枝は水木が家計簿をつけていたことを知らなかったと述べている。
水木の半生は『コミック昭和史』や『神秘家 水木しげる伝』等で、それまでにも何度か漫画化されているが、本作ではそれまで描かれていないエピソードも含まれている。特にいつ何の作品でいくら収入を得て、どのような支出があったのか等、極貧生活の細かい収支について描かれており、実際に使用していた家計簿のコピーも併せて掲載されている。
「特別編」では、『ビッグコミック』の創刊、三億円事件といった昭和43年（1968年）の出来事との関わりと共に、当時の水木プロダクションや水木の家族の様子が描かれている。

## 主な登場人物
水木しげる
神戸の「水木荘」というアパートを経営しながら紙芝居を描いていた頃、収入・支出が増えてきたために家計簿をつけ始める。
宗平
水木の兄。昭和28年（1953年）までBC級戦犯として巣鴨プリズンに入る。出所後に電気会社へ就職するが、水木が上京するまで妻子と共に同居。
幸夫
水木の弟。紡績会社に勤める。水木のために会社から金を借りることもある。上京前の水木と同居。
義姉
宗平の妻。宗平が入所していたこともあり、娘と一緒に水木と同居。やがて、長男を出産。
水木プロダクション設立後は経理を任され、水木が家計簿をつけることはなくなる。
布枝
水木と見合いを経て結婚。
鈴木勝丸
水木の描く紙芝居の版元である阪神画劇社を経営。
加太こうじ
紙芝居作家の大家。水木にアドバイスや色塗りの仕事を与える。
兎月書房の社長
水木のデビュー作『ロケットマン』を出版。その後も多くの貸本漫画を出版するが、経営が厳しく原稿料の支払いが滞る。
長井勝一
三洋社で水木の貸本作品を出版。後の青林堂の社長でもあり、漫画雑誌『ガロ』を出版する。

## 書誌情報
- 『ゲゲゲの家計簿』上巻（ビッグコミックススペシャル、2012年9月、ISBN 978-4-09-184716-4）
- 『ゲゲゲの家計簿』下巻（ビッグコミックススペシャル、2012年12月、ISBN 978-4-09-184844-4）
- 『カランコロン漂泊記／ゲゲゲの家計簿 他』（講談社〈水木しげる漫画大全集〉、2018年4月、ISBN 978-4-06-378152-6）